# Czamorro
Czamorro – rdzenna ludność wyspy Guam i sąsiednich wysp archipelagu Marianów, w 1996 roku ich liczebność wynosiła ok. 155 tysięcy. 

## Opis
Posługują się językiem czamorro z wielkiej rodziny austronezyjskiej. Pierwotnie była to ludność mikronezyjska przybyła ze środkowej części archipelagu Filipin w II tysiącleciu p.n.e. Podczas kolonizacji hiszpańskiej między XVII a XIX wiekiem n.e. wyginęła jednak męska część populacji – współcześni Czamorro są Metysami, potomkami pozostałych przy życiu pierwotnych mieszkanek archipelagu i białych osadników. Ich tradycyjna kultura uległa głębokim przemianom, przejmując cechy kultury hiszpańskiej, a w związku z obecnością Amerykanów w XX wieku – również amerykańskiej. Szczególnie widoczne jest to na wyspie Guam, gdzie rdzenni mieszkańcy stopniowo oddalają się kulturowo od Czamorro z pozostałych wysp archipelagu, rozwijając własną tożsamość etniczną jako Guamczycy.